# Romstal
Romstal est une entreprise roumaine spécialisée dans la vente de matériel d'installation pour la construction. Le portefeuille de l'entreprise est regroupé en 6 catégories d'intérêt, gérées par des divisions spécialisées - Thermo, Klima, Hydro, Sanni, Electro et Ceramic. L'offre de produits comprend plus de 20 000 articles caractérisés par une qualité mondialement reconnue.
Les actionnaires de la société sont Enrico Perini, italien avec également la nationalité roumaine, qui détient la majorité de 51% des actions, Framan SRL, basée en Italie, avec 40% du total, et Ovidiu Henter, qui détient 9% des actions.
Romstal est le plus grand distributeur d'articles sanitaires en Roumanie  et l'un des plus grands d'Europe de l'Est avec 154 magasins situés en Roumanie, Ukraine, Serbie, Moldavie et Bulgarie. L'entreprise fournit également des matériaux électriques et isolants.
En 2007, l'entreprise a acquis le détaillant serbe d'équipements sanitaires Doming pour un montant estimé à 10 millions d'euros.

## Romstal en Europe
Romstal exploite des magasins dans cinq pays européens. 
| Pays     | Nombre de magasins |
| -------- | ------------------ |
| Roumanie | 97                 |
| Ukraine  | 19                 |
| Serbie   | 16                 |
| Moldavie | 12                 |
| Bulgarie | 10                 |